# Дачне (Новопавлівська сільська громада)
Да́чне — село в Україні, у Синельниківському районі Дніпропетровської області. Входить до складу Новопавлівської сільської громади. Населення становить 109 осіб. 

## Географія
Село Дачне знаходиться на правому березі річки Вовча, вище за течією на відстані 1 км розташоване село Новоукраїнка (Волноваський район), нижче за течією на відстані 6 км розташоване село Філія. Поруч проходить автомобільна дорога Т 0428.

## Історія
Під час організованого радянською владою Голодомору 1932—1933 років померло щонайменше 58 жителів села.
До 2016 року було у складі  Новопавлівської сільської ради.
12 червня 2020 року, відповідно до розпорядження Кабінету Міністрів України № 709-р від «Про визначення адміністративних центрів та затвердження територій територіальних громад Дніпропетровської області», увійшло до складу Новопавлівської сільської громади.
19 липня 2020 року, в результаті адміністративно-територіальної реформи і ліквідації Межівського району, село увійшло до складу новоутвореного Синельниківського району.

## Населення

### Мова
Розподіл населення за рідною мовою за даними перепису 2001 року:
| Мова       | Кількість | Відсоток |
| ---------- | --------- | -------- |
| українська | 95        | 87.16%   |
| російська  | 10        | 9.17%    |
| румунська  | 4         | 3.67%    |
| Усього     | 109       | 100%     |